# Münchener Berg
Der Münchener Berg oder Münchner Berg ist ein 572 m hoher Berg im Bayerischen Alpenvorland östlich von
Fürstenfeldbruck.
Der flache Bergrücken ist teilweise bewaldet und teilweise Ackergelände. Er gehört zu den 
Amperleiten, der westlichen Begrenzung des Tales der Amper.
Heute führt die B2 von Fürstenfeldbruck am Berg vorbei in Richtung München. Auch historisch war schon eine Straßenverbindung vorhanden, was den Namen begründet.